# Marcello Bombardi
Marcello Bombardi (* 8. srpna 1993) je italský sportovní lezec, mistr Itálie a juniorský vicemistr Evropy v lezení na obtížnost.

## Závodní výsledky
| Světový pohár | Světový pohár | Světový pohár | Světový pohár | Světový pohár | Světový pohár | Světový pohár | Světový pohár | Světový pohár | Světový pohár      | Světový pohár |
| Rok           | 2009          | 2010          | 2011          | 2012          | 2013          | 2014          | 2015          | 2016          | 2017               |               |
| ------------- | ------------- | ------------- | ------------- | ------------- | ------------- | ------------- | ------------- | ------------- | ------------------ | ------------- |
| Obtížnost     | 0             | 0             | 97-101        | 31            | 49-51         | 28            | 25            | 28            | 5                  |               |
| jednotlivě*   |               |               |               |               |               |               |               |               | 7,23,17,12,9,6,,18 |               |
|               |               |               |               |               |               |               |               |               |                    |               |
| Bouldering    |               |               |               |               |               |               |               |               |                    |               |
| jednotlivě*   |               |               |               |               |               |               |               |               |                    |               |
|               |               |               |               |               |               |               |               |               |                    |               |
| Kombinace     | —             | —             |               |               |               |               |               |               |                    |               |

* poznámka: nalevo jsou poslední závody v roce
| Mistrovství Evropy | Mistrovství Evropy |
| Rok                | 2017               |
| ------------------ | ------------------ |
| Obtížnost          | 7                  |
| Rychlost           | 35                 |
| Bouldering         | 33-34              |

| Zimní armádní světové hry | Zimní armádní světové hry |
| Rok                       | 2017                      |
| ------------------------- | ------------------------- |
| Obtížnost                 | 3                         |

| Mistrovství Itálie | Mistrovství Itálie | Mistrovství Itálie | Mistrovství Itálie | Mistrovství Itálie | Mistrovství Itálie | Mistrovství Itálie |
| Rok                | 2009               | 2011               | 2014               | 2015               | 2016               | 2017               |
| ------------------ | ------------------ | ------------------ | ------------------ | ------------------ | ------------------ | ------------------ |
| Obtížnost          |                    | 1                  | 3                  | 3                  |                    | 2                  |
| Bouldering         | 3                  |                    | 2                  |                    | 2                  | 2                  |

| Mistrovství světa juniorů | Mistrovství světa juniorů |
| Rok                       | 2010 kat. A               |
| ------------------------- | ------------------------- |
| Obtížnost                 | 4                         |

| Mistrovství Evropy juniorů | Mistrovství Evropy juniorů |
| Rok                        | 2012 junioři               |
| -------------------------- | -------------------------- |
| Obtížnost                  | 2                          |

| Evropský pohár juniorů | Evropský pohár juniorů |
| Rok                    | 2012 junioři           |
| ---------------------- | ---------------------- |
| Obtížnost              | 2                      |
| jednotlivě*            | ,,6,-,                 |

* poznámka: nalevo jsou poslední závody v roce